# Taagepera

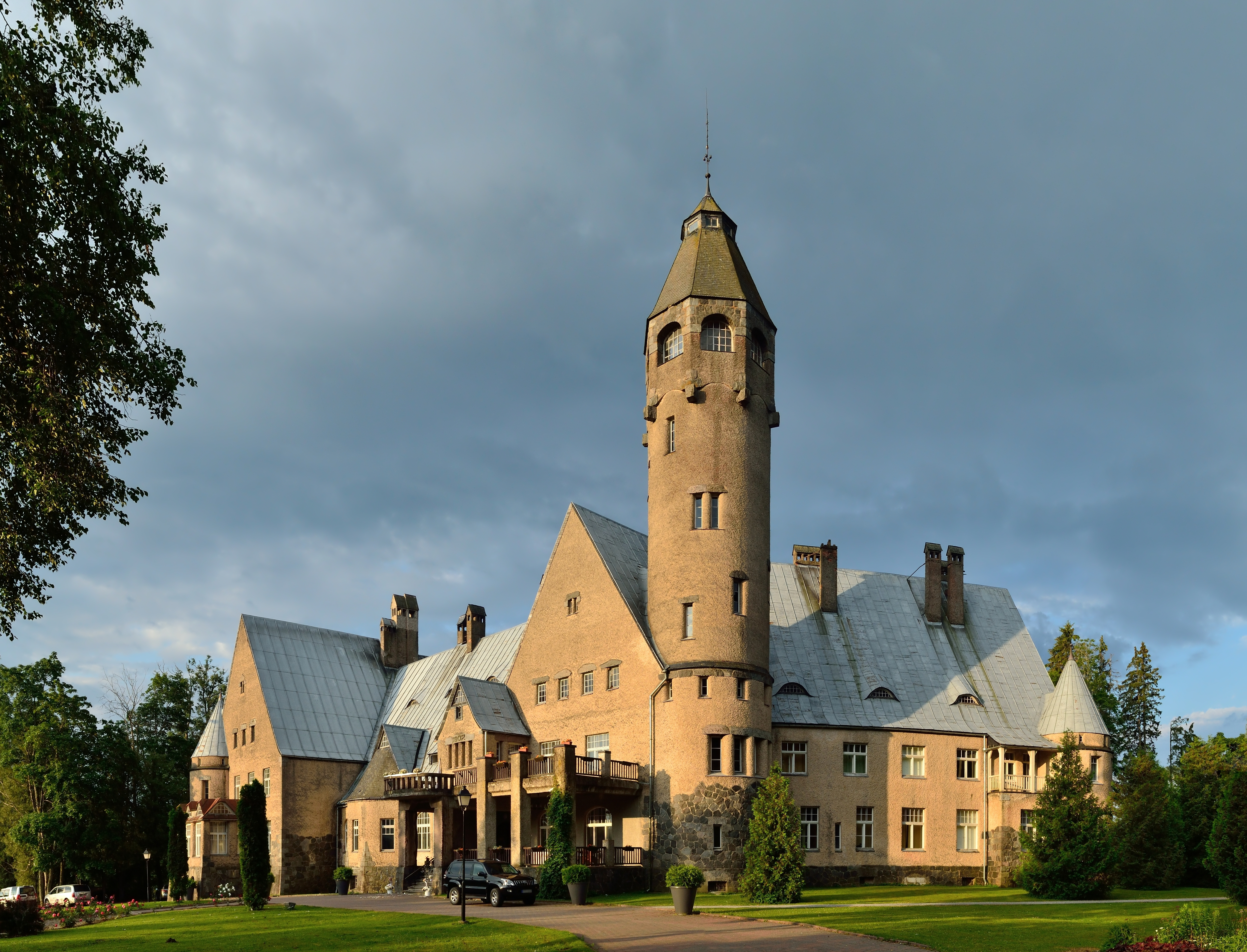
Schloss Wagenküll, Sicht von Nordost

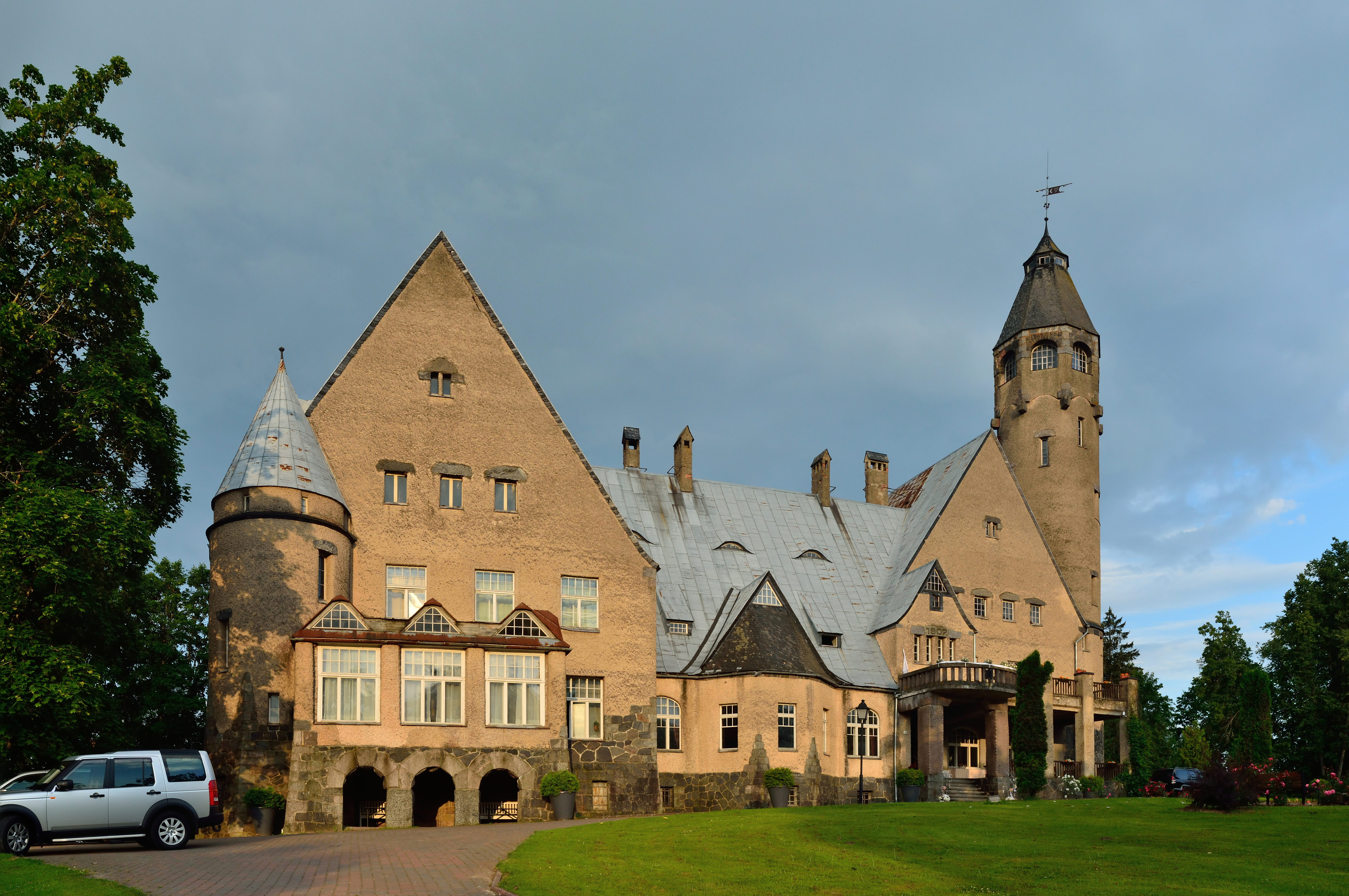
Schloss Wagenküll, Sicht von Südost

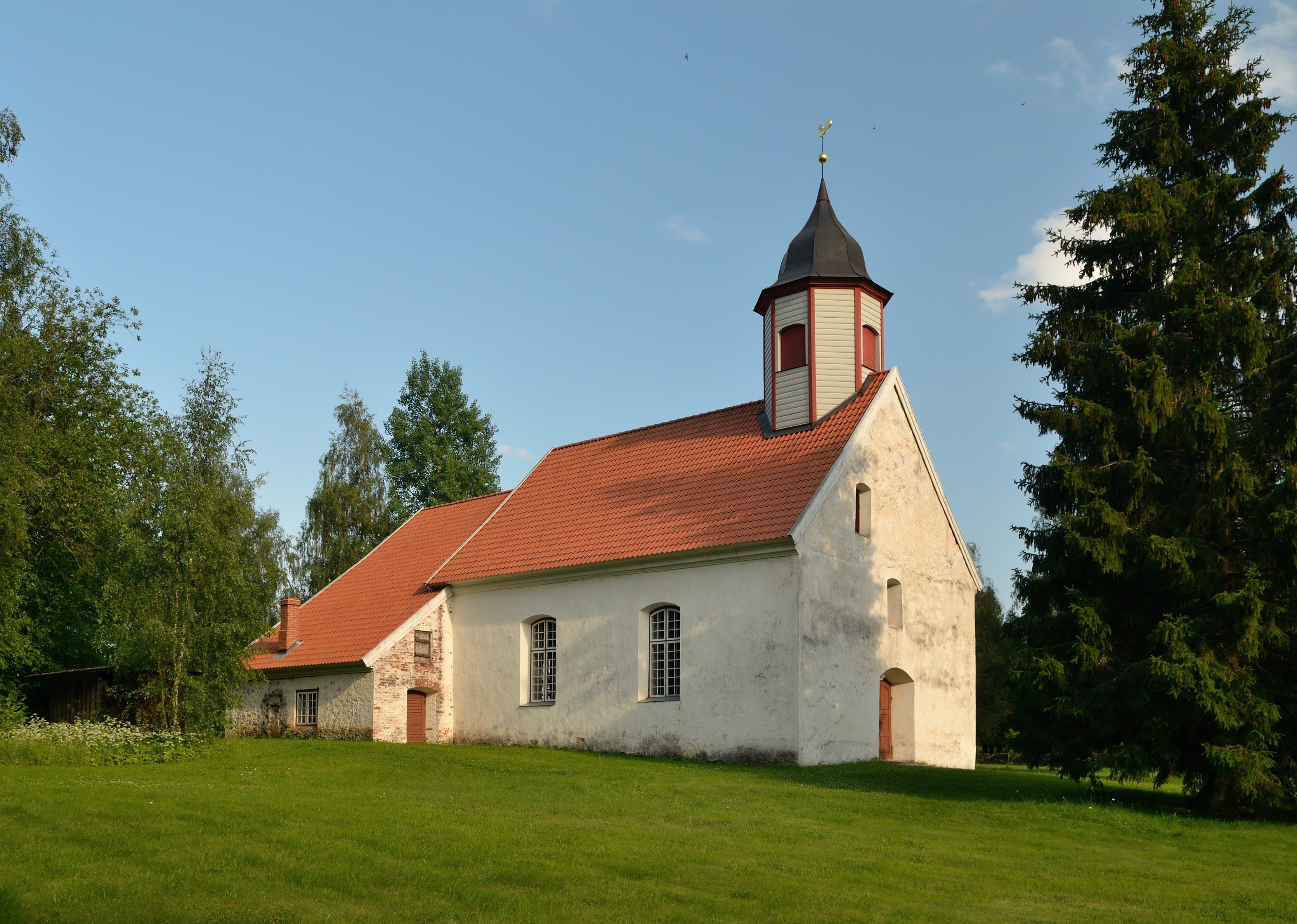
St.-Johann-Kirche

Taagepera (deutsch Wagenküll) ist ein Dorf (küla) im estnischen Kreis Valga. Es hat 91 Einwohner (31. Dezember 2021). Taagepera gehört verwaltungsmäßig zur Landgemeinde Tõrva (bis 2017 Helme).

## Lage
Taagepera liegt am Oberlauf des Flusses Õhne. Der Ort wurde erstmals 1420 als Wafencul urkundlich erwähnt, später als Waagenkül. Der heutige estnische Name des Ortes leitet sich vom deutschbaltischen Adelsgeschlecht Stackelberg ab, denen das Anwesen von 1674 bis 1796 gehörte. Das Gutshaus Taagepera wurde vermutlich bereits vor dem Livländischen Krieg gegründet.

## Schloss Wagenküll
Berühmt ist Taagepera vor allem für sein schlossartiges Gutshaus im Jugendstil, das auch zahlreiche spätromantische Elemente enthält. Das imposante Herrenhaus steht auf einer Anhöhe mit weitem Blickfeld. Es wurde 1907–1912 von dem Rigaer Architekten Otto Wildau (1873–1942) erbaut. Mit seinem 40 Meter hohen Turm erinnert es an ein mittelalterliches Burggebäude. Die Asymmetrie wird am Hauptgebäude stark betont. In der Wetterfahne auf dem Turm erinnern ein Halbmond und Bluttropfen an das Wappen der Familie von Stryk.
Im Schloss finden sich 75 Räumen, die alle unterschiedliche Tapeten aufweisen. Sie beeindrucken durch teilweise gewaltige Kamine. Auch die Nebengebäude wie das Verwalterhaus vom Ende des 18. Jahrhunderts wurden renoviert.
Von 1819 bis 1919 war das Gutshaus im Eigentum der Familie von Stry(c)k, bevor der estnische Staat es enteignete. Ab 1922 war im Herrenhaus ein Sanatorium für Lungenkranke untergebracht. Heute steht das Herrenhaus wieder im Privatbesitz und dient als luxuriöses Hotel und Tagungsstätte.

## Söhne und Töchter der Stadt
- Jaak Aab, Politiker